# Tibor Pál
Tibor Pál (Budapest, 15 settembre 1935) è un ex calciatore ungherese, di ruolo attaccante.

## Calciatore

### Club
Pál dopo aver giocato in vari sodalizi nelle divisioni inferiori magiare, nel 1958 passa al Csepel, società militante nella massima serie ungherese.
Nella stagione d'esordio con il Csepel, Pál vince il stagione 1958-1959. Con il suo club partecipa alla Coppa dei Campioni 1959-1960, venendo eliminato con i suoi al primo turno dai turchi del Fenerbahçe.
Nel 1961 viene ingaggiato dal Vasas, con cui vince il campionato 1961-1962. Con il Vasas disputò la Coppa dei Campioni 1961-1962, venendo eliminato al primo turno dagli spagnoli del Real Madrid, e la Coppa dei Campioni 1962-1963, chiusa agli ottavi di finale contro gli olandesi del Feyenoord, in cui segnò sei reti. Inoltre ha vinto con i suoi la Coppa Mitropa 1962, sconfiggendo in finale gli italiani del Bologna. Con i suoi bissa il successo nella Coppa nell'edizione 1965, sconfiggendo gli italiani della Fiorentina, dopo aver perso l'edizione 1963 contro i connazionali del MTK Budapest.
Vince altri due campionati nelle stagioni 1965 e 1966, partecipando inoltre anche alla Coppa dei Campioni 1964-1965, terminata addirittura in semifinale, e alla Coppa dei Campioni 1966-1967, terminata agli ottavi di finale.
Nella stagione 1968 passa ai neo-promossi del Egyetértés, ottenendo il nono posto finale. L'anno seguente Pál con il suo club retrocede in cadetteria.

### Nazionale
Pál ha disputato due incontri amichevoli con la nazionale maggiore magiara.
Pál nel 1960 partecipa con la nazionale olimpica al torneo olimpico di calcio di Roma, ottenendo il terzo posto finale, battendo i padroni di casa dell'Italia.

#### Cronologia presenze e reti in Nazionale
| Cronologia completa delle presenze e delle reti in nazionale ― Ungheria | Cronologia completa delle presenze e delle reti in nazionale ― Ungheria | Cronologia completa delle presenze e delle reti in nazionale ― Ungheria | Cronologia completa delle presenze e delle reti in nazionale ― Ungheria | Cronologia completa delle presenze e delle reti in nazionale ― Ungheria | Cronologia completa delle presenze e delle reti in nazionale ― Ungheria | Cronologia completa delle presenze e delle reti in nazionale ― Ungheria | Cronologia completa delle presenze e delle reti in nazionale ― Ungheria |
| Data                                                                    | Città                                                                   | In casa                                                                 | Risultato                                                               | Ospiti                                                                  | Competizione                                                            | Reti                                                                    | Note                                                                    |
| ----------------------------------------------------------------------- | ----------------------------------------------------------------------- | ----------------------------------------------------------------------- | ----------------------------------------------------------------------- | ----------------------------------------------------------------------- | ----------------------------------------------------------------------- | ----------------------------------------------------------------------- | ----------------------------------------------------------------------- |
| 19-4-1959                                                               | Budapest                                                                | Ungheria                                                                | 4 – 0                                                                   | Jugoslavia                                                              | Amichevole                                                              | 1                                                                       | 75’                                                                     |
| 4-10-1964                                                               | Berna                                                                   | Svizzera                                                                | 0 – 2                                                                   | Ungheria                                                                | Amichevole                                                              | -                                                                       | 70’                                                                     |
| Totale                                                                  |                                                                         | Presenze                                                                | 2                                                                       |                                                                         | Reti                                                                    | 1                                                                       |                                                                         |

#### Cronologia presenze e reti nella Nazionale Olimpica
| Cronologia completa delle presenze e delle reti in nazionale ― Ungheria Olimpica | Cronologia completa delle presenze e delle reti in nazionale ― Ungheria Olimpica | Cronologia completa delle presenze e delle reti in nazionale ― Ungheria Olimpica | Cronologia completa delle presenze e delle reti in nazionale ― Ungheria Olimpica | Cronologia completa delle presenze e delle reti in nazionale ― Ungheria Olimpica | Cronologia completa delle presenze e delle reti in nazionale ― Ungheria Olimpica | Cronologia completa delle presenze e delle reti in nazionale ― Ungheria Olimpica | Cronologia completa delle presenze e delle reti in nazionale ― Ungheria Olimpica |
| Data                                                                             | Città                                                                            | In casa                                                                          | Risultato                                                                        | Ospiti                                                                           | Competizione                                                                     | Reti                                                                             | Note                                                                             |
| -------------------------------------------------------------------------------- | -------------------------------------------------------------------------------- | -------------------------------------------------------------------------------- | -------------------------------------------------------------------------------- | -------------------------------------------------------------------------------- | -------------------------------------------------------------------------------- | -------------------------------------------------------------------------------- | -------------------------------------------------------------------------------- |
| 29-8-1960                                                                        | Napoli                                                                           | Ungheria olimpica                                                                | 6 – 2                                                                            | Perù olimpica                                                                    | Olimpiadi 1960                                                                   | -                                                                                |                                                                                  |
| 1-9-1960                                                                         | Roma                                                                             | Ungheria olimpica                                                                | 7 – 0                                                                            | Francia olimpica                                                                 | Olimpiadi 1960                                                                   | -                                                                                |                                                                                  |
| Totale                                                                           |                                                                                  | Presenze                                                                         | 2                                                                                |                                                                                  | Reti                                                                             | 0                                                                                |                                                                                  |

## Palmarès

### Club

#### Competizioni nazionali
- Campionato ungherese: 4

Csepel: 1958-1959
Vasas: 1961-1962, 1965, 1966

#### Competizioni internazionali
- Coppa Mitropa: 2

Vasas: 1962, 1965

### Nazionale
- Bronzo olimpico: 1

Roma 1960